# Kornelius Sipayung
Kornelius Sipayung (Kabanjahe, 26 agosto 1970) è un arcivescovo cattolico indonesiano, dall'8 dicembre 2018 arcivescovo metropolita di Medan.

## Biografia
È nato il 26 agosto 1970 a Kabanjahe.

### Formazione e ministero sacerdotale
Dopo aver svolto il noviziato presso il monastero dei cappuccini di Pematang Siantar e aver studiato presso il seminario secondario Christus Sacerdos, ha proseguito gli studi presso il collegio di filosofia e teologia Santo Yohanes. Il 22 agosto 1998 ha emesso i voti perpetui come membro dell'Ordine dei frati minori cappuccini della provincia di Medan e ha ricevuto il sacramento dell'ordine l'11 dicembre 1999 dall'arcivescovo di Medan Alfred Gonti Pius Datubara.
Nel 2002 si è trasferito a Roma per studiare teologia dogmatica presso la Pontificia Università Gregoriana e successivamente ha frequentato un corso di lingua inglese a Brisbane, in Australia. Al suo ritorno in Indonesia nel 2005 è diventato formatore presso il seminario del collegio dei cappuccini di Pematang Siantar e docente di teologia presso l'STFT Santo Yohanes Pematang Siantar fino al 2015, anno in cui è stato eletto ministro provinciale dell'Ordine dei cappuccini di Medan. È stato inoltre presidente della Fondazione Harapan Jaya e della Caritas.

### Ministero episcopale
L'8 dicembre 2018 papa Francesco lo ha nominato arcivescovo metropolita di Medan, succedendo a Anicetus Bongsu Antonius Sinaga, ritiratosi per raggiunti limiti d'età.
Ha ricevuto l'ordinazione episcopale il 2 febbraio 2019 dal nunzio apostolico in Indonesia Piero Pioppo, co-consacranti l'arcivescovo emerito di Medan Anicetus Bongsu Antonius Sinaga e il vescovo di Padang Martinus Dogma Situmorang.
L'11 giugno 2019 viene ricevuto in udienza papale durante la visita ad limina insieme agli altri vescovi indonesiani.
È membro della Commissione teologica della Conferenza episcopale indonesiana.

## Stemma e motto

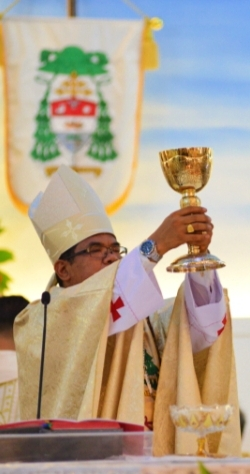
Stemma dell'arcivescovo

### Blasonatura
Partito: al I di rosso, alla colomba d'argento, alzata, addestrata dalla stella (6) dello stesso e dall'agnello dello stesso, nimbato dello stesso alla croce patente del campo; al II di cenerino, ai cinque pani d'oro ordinati in fascia, addestrati, e due pesci d'oro posti e ordinati in fascia, il tutto sormontato da tre monti di verde; alla fascia d'argento, caricata dello stemma francescano
Ornamenti esteriori da arcivescovo metropolita.
Motto: "Deus meus et omnia"

## Genealogia episcopale
La genealogia episcopale è:
- Cardinale Scipione Rebiba
- Cardinale Giulio Antonio Santori
- Cardinale Girolamo Bernerio, O.P.
- Arcivescovo Galeazzo Sanvitale
- Cardinale Ludovico Ludovisi
- Cardinale Luigi Caetani
- Cardinale Ulderico Carpegna
- Cardinale Paluzzo Paluzzi Altieri degli Albertoni
- Papa Benedetto XIII
- Papa Benedetto XIV
- Cardinale Enrico Enriquez
- Arcivescovo Manuel Quintano Bonifaz
- Cardinale Buenaventura Córdoba Espinosa de la Cerda
- Cardinale Giuseppe Maria Doria Pamphilj
- Papa Pio VIII
- Papa Pio IX
- Cardinale Gustav Adolf von Hohenlohe-Schillingsfürst
- Arcivescovo Salvatore Magnasco
- Cardinale Gaetano Alimonda
- Cardinale Agostino Richelmy
- Vescovo Giuseppe Castelli
- Vescovo Gaudenzio Binaschi
- Arcivescovo Albino Mensa
- Cardinale Tarcisio Bertone, S.D.B.
- Arcivescovo Piero Pioppo
- Arcivescovo Kornelius Sipayung, O.F.M.Cap.